# Unitas Studiosorum Groningana
Unitas Studiosorum Groningana (Latijn voor "Groninger eenheid der studenten", kortweg Unitas of Unitas S.G.) is een algemene studentenvereniging in de Nederlandse stad Groningen die open staat voor alle universitaire en HBO-studenten. De vereniging is in 1996 heropgericht als voortzetting van de in 1969 opgeheven gelijknamige vereniging.

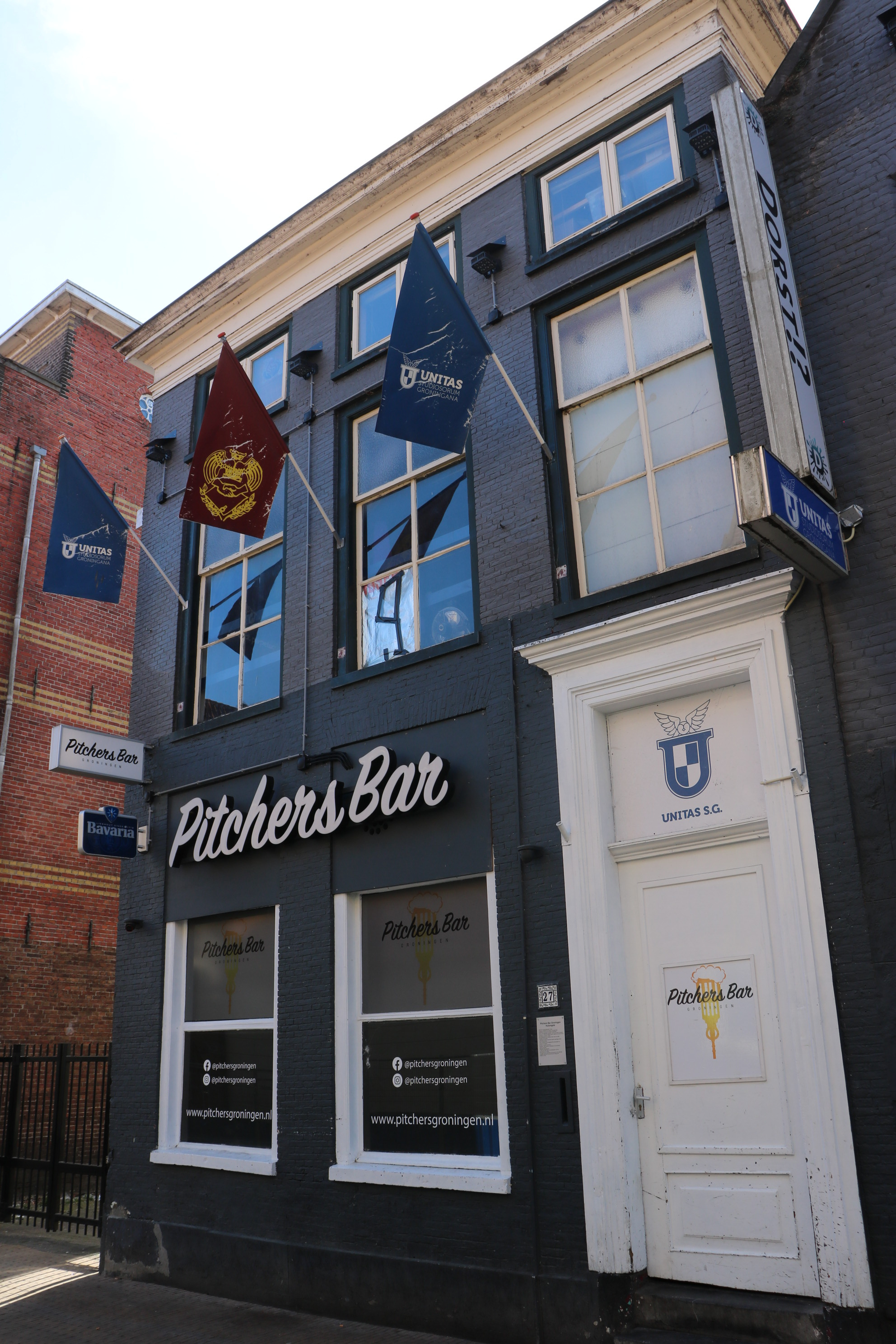
Sociëteit van Unitas Studiosorum Groningana: 't Parlement, Peperstraat 27a

## Karakteristieken
Unitas S.G. is een traditionele vereniging, met mores en een introductietijd voor nieuwe leden. Deze introductietijd bevat geen vernederende ontgroeningsrituelen. 

## Symboliek
De vereniging voert de wapenspreuk van Unitas S.G., Mutando Conservamus (Door te veranderen, behouden wij). Dit weerspiegelt dat de vereniging waarde hecht aan haar tradities, maar tegelijkertijd open staat voor initiatieven van de leden.

## Geschiedenis
In 1940 werd de oorspronkelijke vereniging onder de naam De Groene Uil opgericht. In 1945 werd de naam gewijzigd in Unitas Studiosorum Groningana, waaronder de vereniging tot 1969 bestond. De vereniging was opgericht als traditionele maar vooruitstrevende vereniging als alternatief voor de corpora. Destijds was er veel ophef over de ontgroeningen van de corpora, waarop meerdere verenigingen zoals Unitas S.G. ontstonden. De sociëteit was in de jaren '60 gevestigd aan de Noorderhaven 8 en verhuisde later naar de Coehoornsingel 26. In die tijd had de vereniging circa 400 leden, maar ze ging in 1969 toch ter ziele. Op 21 juni 1996 werd de vereniging heropgericht met behulp van de Delftsche Studenten Bond, waarna de vereniging uitgroeide tot een volwaardige studentenvereniging met ongeveer 250 leden.

### Onderverenigingen
In 1966 ging een team van Unitas-leden als 7e elftal spelen bij de voetbalclub Hellas VC. Na een jaar besloot men een eigen vereniging op te richten. Daarmee zag The Knickerbockers het levenslicht.
In de jaren zestig kende Groningen verschillende roeiverenigingen. Aegir voor leden van Vindicat en De Hunze voor "burgers" en losse studenten. Ook bij de ACLO werd geroeid. Na een incident bij een wedstrijd tussen De Hunze en Aegir, toen de winnende acht van De Hunze allen Unitas-leden bleken te zijn, weigerde De Hunze nog langer studenten aan te nemen als lid. Gevolg hiervan was de oprichting van AGSR Gyas waar Unitas aanvankelijk een groot aandeel in had.
Binnen Unitas werd ook volleybal gespeeld. In 1971 ging de verweesde volleybalclub van Unitas samen met Donar (volleybalvereniging van GSC Vindicat atque Polit). Daaruit kwam het nog steeds bestaande GSVV Donitas.

## Verenigingspand

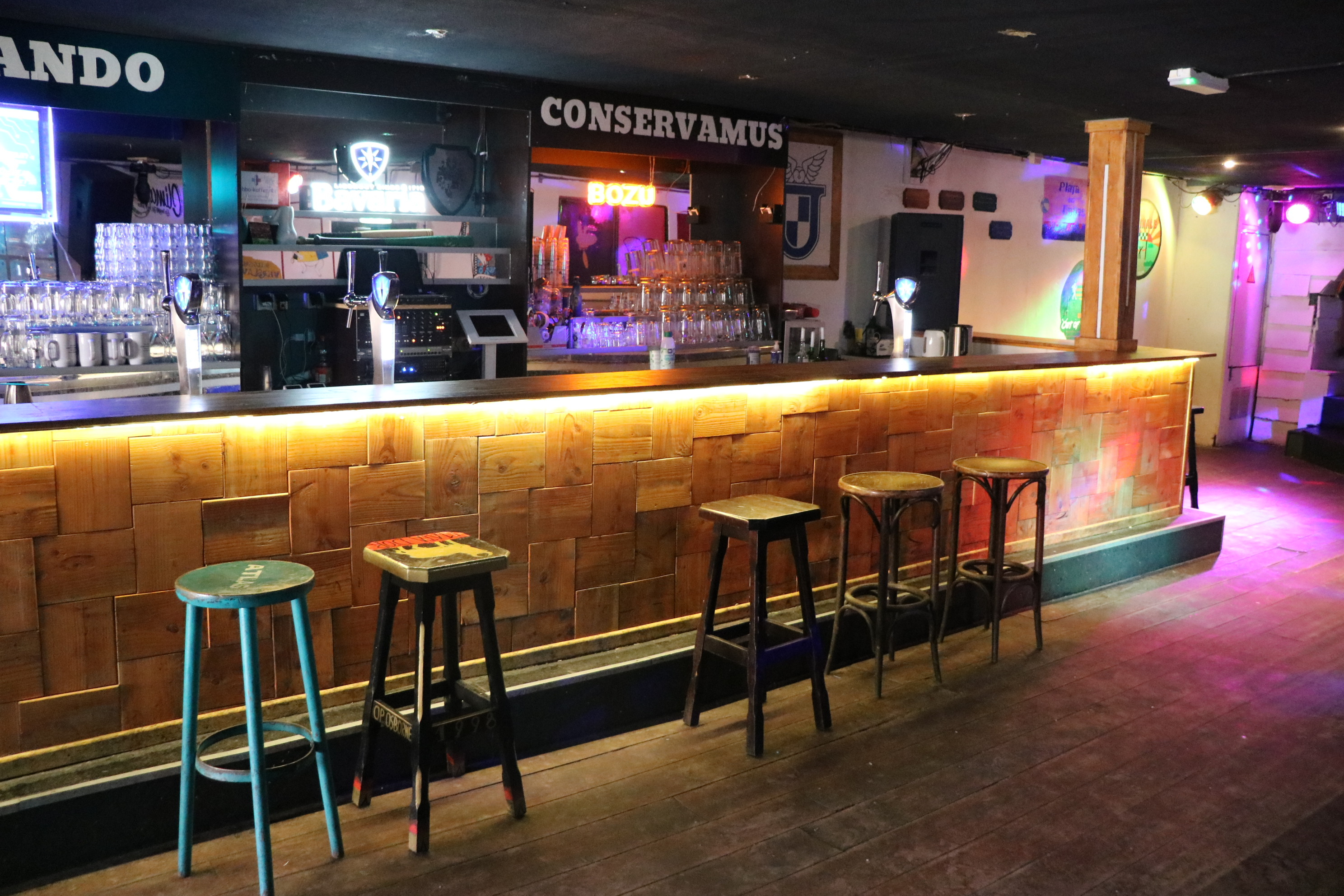
Kroegvloer Unitas S.G.

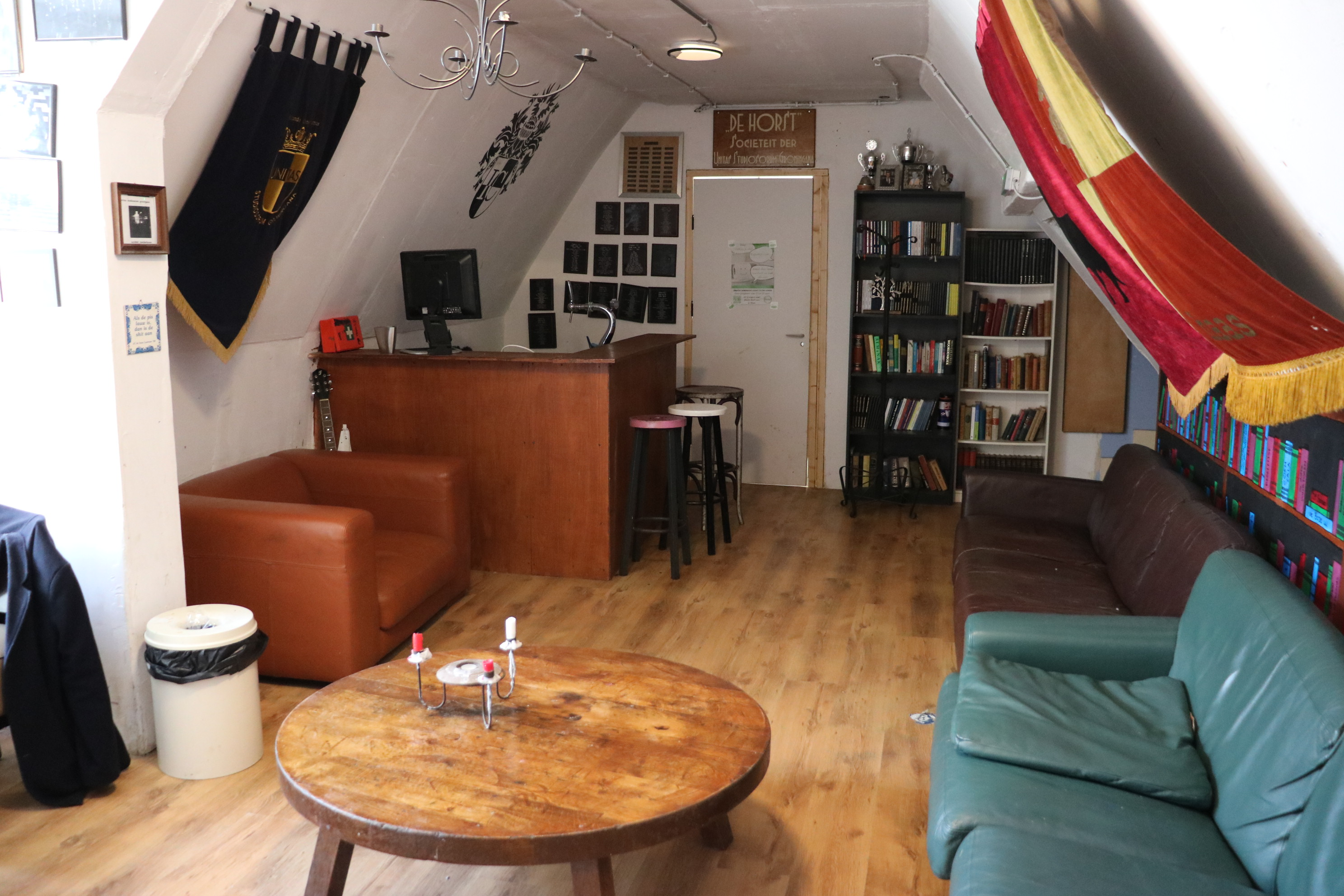
Bibliotheek op de tweede verdieping

In november 2022 is de Vereniging verhuisd naar sociëteit 't Parlement. Dit pand bevindt zich in de uitgaansstraat de Peperstraat. In de tijd dat Unitas S.G. het pand bewoont is het verbouwd met een bibliotheek en een ruime bar. Onder leden wordt de sociëteit ook wel de kroeg genoemd.
Op de eerste verdieping bevindt zich de kroegvloer met een lange bar. Aan de voorkant de kroegvloer wordt gekenmerkt door de dispuutsschilden, terwijl de achterkant wordt gekenmerkt door de jaarclubschilden. Op de kroegvloer spelen zich de kroegavonden, en grote feesten af. 
Op de tweede verdieping bevindt zich een bibliotheek. Ook de bibliotheek heeft een eigen bar. De bibliotheek wordt door leden voornamelijk gebruikt voor commissie werk en vergaderingen. Daarnaast wordt deze ruimte ook veel gebruikt voor een vrijmibo of kleinere evenementen. Op deze verdieping bevindt zich ook de kantoor van het dagelijks bestuur van de vereniging, de Senaat.

## Interne structuur
Binnen Unitas worden jaarclubs gezien als het belangrijkste verband. Naast jaarclubs kent Unitas ook disputen; drie vrouwendisputen, twee mannendisputen en een gemengd dispuut. Tot slot kent Unitas een aantal genootschappen, verbanden op basis van een gedeelde interesse of  opleiding. Voorbeelden van genootschappen zijn het zaalvoetbalgenootschap FC Unitas, Genootschap Terecht voor rechtenstudenten en muziekgenootschap De Band. 

## Externe structuur
De vereniging is aangesloten bij de Contractus Groningen, het belangrijkste overlegplatform van de zeven erkende studentenverenigingen in Groningen. Unitas S.G. maakt daarnaast deel uit van de Federatie van Unitates en Bonden, en is vertegenwoordigd in de Landelijke Kamer van Verenigingen. 